# William Laud
William Laud (7. oktober 1573 – 10. januar 1645) var en engelsk kirkemand, sidst ærkebiskop af Canterbury.
Laud var først kapellan hos jarlen af Devonshire, steg siden til biskop og fik stor indflydelse på Buckingham, gennem hvem han kom i berøring med Karl I. Kongen fandt i Laud en mand, hvis anskuelser stemte overens med hans egne og benyttede snart hans råd i alle spørgsmål vedrørende kirken.
I 1628 blev Laud biskop i London; 1629 kansler for universitetet i Oxford, 1633 ærkebiskop i Canterbury og var fra den tid enevældig i den engelske kirke, hvor han med kraft og strenghed søgte at gennemføre ensartethed på alle områder. Men det vandt ikke bifald hos det engelske folk, der var bange for, at hans bestræbelser for enhed skulle føre til en genforening med romerkirken.
Det var Laud dog langt fra at ønske og søgte at forsvare sig mod beskyldningen for papisteri. Da han også ville indføre sine ideer i Skotland og stræbte at få gennemført en ny liturgi i overensstemmelse med den engelske, gjorde skotterne oprør, og kongen måtte indkalde det engelske parlament. Da det imidlertid ikke vilde bevilge de fornødne penge, men rådede til fred med skotterne, blev det opløst efter tre uger.
Dog blev gejstlighedens konvokation siddende, hvorfor man gav Laud skylden, og han benyttede lejligheden til at få vedtaget nye kirkelove, hvori det udtaltes, at det var en dødssynd at sætte sig op mod kongen. Fra nu af betragtedes Laud som ophavsmand til alt ondt, og da det lange parlament trådte sammen (1640), blev han anklaget for højforræderi og sat i Tower, hvorfra han så sin ven Straffords henrettelse (1641).
Sagen mod Laud trak ud, da parlamentet ikke anså ham som umiddelbar farlig som Starfford. Først i 1644 blev han stillet for Overhusets domstol, og da den syntes uvilligt til at domfælde ham, blev der indbragt en Ordinance of Attainder, som til sidst blev gennemført, hvorefter han henrettedes.
Laud var en autoritetens mand og en hader af al uorden; han mente, at strenge straffe var nødvendige og håndhævede kirkelovene uden personsanseelse. Men i sin stræben efter ydre ensartethed i kirken sårede han manges religiøse følelse, idet de netop vilde bort fra al den efter deres mening tomme udvendighed, som havde været dem forhadt i den romersk-katolske kirke.